# Dinastia Wei do Norte
A Dinastia Wei do Norte (chinês: 北魏, pinyin: Běi Wèi), também conhecida por Tuoba Wei (拓跋魏), Wei Tardio (後魏), ou Iuã Wei (元魏, Yuan Wei), foi uma dinastia fundada pelo clã Tuoba de Xianbei, que governou o norte da China de 386 a 534 (de jure até 535). Foi a mais longeva e poderosa das dinastias chinesas do norte estabelecidas antes da reunificação do país durante as dinastias Sui e Tangue. Descrita como "parte de uma era de instabilidade política e de intensas alterações sociais e culturais", a dinastia Wei do Norte é particularmente notória pela unificação do norte da China em 439: este foi também um período onde se verifica a introdução de novas ideias oriundas do estrangeiro, tal como o Budismo, que se tornou bastante enraizado no país. Deste período sobreviveram vários trabalhos de arte e antiguidades, tanto budistas como daoístas. Durante o período Taihe (477—499) do Imperador Xiaowen, conselheiros da corte instituíram profundas reformas e introduziram novas alterações que eventualmente conduziram a que a capital da dinastia se transferisse de Pingcheng (atual Datong) para Luoyang, em 494. Este foi o tempo em que as Grutas de Yungang foram construídas, perto de Datong, entre meados e finais do século V d.C., e para finais da dinastia; as Grutas de Longmen, a 13 quilómetros ao sul da capital Luoyang, na qual mais de 30 000 imagens budistas do período desta dinastia foram descobertas. Os Tuoba autodenominaram-se de Yuan como parte da sistemática sinização. Para finais da dinastia Wei confirma-se uma significativa dissensão interna que resultou numa secessão, surgindo as dinastias Wei Oriental (534 — 550) e Wei Ocidental (535 — 557).[carece de fontes?]